# Zenodo
Zenodo — универсальный репозиторий с открытым доступом, разработанный в рамках европейской программы OpenAIRE и управляемый ЦЕРН.
Это позволяет исследователям депонировать исследовательские работы, наборы данных, исследовательское программное обеспечение, отчеты и любые другие цифровые документы, связанные с исследованиями. Для каждого представления создается постоянный идентификатор цифрового объекта (DOI), что позволяет легко цитировать хранимые элементы.

## Описание
Zenodo был создан в 2013 году под названием «OpenAire orphan records repository» чтобы позволить исследователям в любой предметной области выполнять любые требования к открытому научному депонированию, если отсутствует институциональный репозиторий. В 2015 году он был перезапущен как Zenodo, чтобы исследователи могли размещать наборы данных; позволяет загружать файлы до 50 ГБ.
Он предоставляет DOI для наборов данных и других представленных данных, которые отсутствуют, чтобы упростить цитирование работы, и поддерживает различные типы данных и лицензий. Один из поддерживаемых источников — репозитории GitHub.
Zenodo поддерживается ЦЕРН «в качестве второстепенного вида деятельности» и размещается на высокопроизводительной вычислительной инфраструктуре, которая в основном используется для нужд физики высоких энергий.
Zenodo работает с Invenio (фреймворк для свободного программного обеспечения для крупномасштабных цифровых репозиториев), с небольшим дополнительным слоем, который также называется Zenodo.
В 2019 году Zenodo объявил о партнерстве с другим хранилищем данных Dryad для совместной разработки новых решений, ориентированных на поддержку рабочих процессов исследователей и издателей, а также передовых методов в области программного обеспечения и обработки данных.